# Tricentrus umesaoi
Tricentrus umesaoi är en insektsart som beskrevs av Hajime Ishihara 1961. Tricentrus umesaoi ingår i släktet Tricentrus och familjen hornstritar. Inga underarter finns listade i Catalogue of Life.